# Június 10.
Június 10. az év 161. (szökőévben 162.) napja a Gergely-naptár szerint. Az évből még 204 nap van hátra.
Névnapok: Gréta, Margit + Bács, Bacsó, Bardó, Diána, Főbe, Gitta, Gréte, Peggi

## Események
- 1829 – Az első Oxford–Cambridge evezősverseny
- 1840 – Edward Oxford rálő a brit királyi párra a Buckingham-palotánál
- 1898 – A spanyol–amerikai háborúban amerikai tengerészgyalogosok elfoglalják a Guantánamói-öböl partvidékét, és támaszpontként használják a kubai és Puerto Ricó-i spanyol erők elleni hadműveletekben.
- 1913 – Megalakul Tisza István második kormánya.
- 1916 – Kifullad az Osztrák–Magyar Monarchia által Olaszország ellen vezetett „Büntető-támadás” az Asiagói csata, ami korlátozott katonai sikerrel zárul, hiszen nem sikerül bekeríteni az olasz haderőt.
- 1918 – A Premuda-szigettől délre olasz torpedóvető motorcsónakok megtámadják és elsüllyesztik a Szent István osztrák–magyar csatahajót, 89 ember veszti életét. Az eseményt a Tegetthoff csatahajó fedélzetéről filmre vették.
- 1942 – német katonák Lidice teljes férfi lakosságát elpusztítják, a nőket és a gyermekeket pedig deportálják.
- 1943 – Biró László szabadalmaztatja a golyóstollat.
- 1944 – A németek elpusztítják Oradour-sur-Glane teljes lakosságát.
- 2007 – Szövetségi parlamenti választások Belgiumban.

## Sportesemények
Formula–1
- 1990 –  kanadai nagydíj, Montreal – Győztes: Ayrton Senna  (McLaren Honda)
- 2001 –  kanadai nagydíj, Montreal – Győztes: Ralf Schumacher  (Williams BMW)
- 2007 –  kanadai nagydíj, Montreal – Győztes: Lewis Hamilton  (McLaren Mercedes)
- 2012 –  kanadai nagydíj, Montreal – Győztes: Lewis Hamilton  (McLaren Mercedes)
- 2018 –  kanadai nagydíj, Montreal – Győztes: Sebastian Vettel  (Ferrari)

## Születések
- 1513 – III. Louis Montpensier hercege, francia hadvezér († 1582)
- 1625 – Apáczai Csere János erdélyi magyar filozófus, természettudós, pedagógus, szakíró († 1659)
- 1637 – Jacques Marquette francia jezsuita misszionárius volt, aki megalapította a későbbi Michigan első európai települését, Sault Ste. Marie-t († 1675)
- 1819 – Gustave Courbet francia festőművész († 1877)
- 1864 – Ferdinandy Gejza jogtudós, egyetemi tanár († 1924)
- 1879 – Szabó Dezső magyar író, kritikus, publicista († 1945)
- 1880 – Kaffka Margit magyar író, költő († 1918)
- 1897 – Tatyjana Nyikolajevna Romanova orosz nagyhercegnő († 1918)
- 1899 – Martyn Ferenc szobrász, festő, grafikus, keramikus († 1986)
- 1899 – Raoul Salan francia tábornok, az algíri puccs vezetője, az OAS terrorszervezet alapítója († 1984)
- 1906 – Kunszery Gyula tanár, író, politikus († 1973)
- 1910 – Armen Tahtadzsján szovjet-örmény botanikus († 2009)
- 1910 – Mike Salay (Michael Szalai) amerika autóversenyző († 1973)
- 1915 – Saul Bellow Nobel-díjas amerikai író († 2005)
- 1919 – Soós Ferenc négyszeres világbajnok asztaliteniszező († 1981)
- 1921 – Fülöp edinburgh-i herceg († 2021)
- 1922 – Judy Garland (er. Frances Ethel Gumm) amerikai filmszínésznő és énekes († 1969)
- 1927 – Márkus László Kossuth-díjas magyar színész, érdemes és kiváló művész († 1985)
- 1927 – Kubala László labdarúgó, aki játszott mind a magyar, mind a csehszlovák és a spanyol válogatottban († 2002)
- 1929 – James McDivitt amerikai űrhajós, az első római katolikus az űrben († 2022)
- 1935 – Vic Elford brit autóversenyző († 2022)
- 1937 – Peczkay Endre magyar színész († 2022)
- 1937 – Varjú Vilmos olimpiai bronzérmes, kétszeres Európa-bajnok súlylökő († 1994)
- 1940 – Peter Ryan kanadai autóversenyző († 1962)
- 1941 – Bágyoni Szabó István magyar költő, prózaíró, műfordító, tanár
- 1942 – Ernyey Béla magyar színész és író
- 1945 – Áron László magyar színész
- 1952 – Horváth Attila magyar táncdalénekes
- 1953 – Csákányi Eszter Kossuth- és Jászai Mari-díjas magyar színésznő, érdemes művész
- 1953 – John Edwards amerikai politikus
- 1955 – Buváry Lívia magyar színésznő, énekművész († 2021)
- 1955 – Rátonyi Hajni magyar színésznő
- 1957 – Pálfi Zoltán magyar színész, rendező
- 1958 – Gulyás Zoltán magyar színész, humorista († 2020)
- 1962 – Gina Gershon amerikai színésznő
- 1967 – Simonyi Krisztina magyar színésznő, koreográfus
- 1968 – Bill Burr amerikai színész, humorista
- 1972 – Knézy Jenő műsorvezető, sportriporter, televíziós kommentátor, kosárlabdázó
- 1978 – Shane West amerikai színész, énekes
- 1978 – DJ Qualls amerikai színész
- 1982 – John White kanadai színész
- 1983 – Leelee Sobieski (er. Liliane Rudabet Gloria Elsveta Sobieski) francia–lengyel születésű amerikai színésznő (A király nevében)
- 1987 – Chong He kínai műugró
- 1991 – Kovács Dézi magyar színésznő
- 1991 – Ungár Péter magyar geográfus, politikus
- 1998 – Nyikita Dmitrijevics Slejher orosz műugró

## Halálozások
- 1190 – I. (Barbarossa) Frigyes német-római császár (* 1122)
- 1580 – Luís de Camões portugál költő (* 1524 vagy 1525.)
- 1836 – André-Marie Ampère francia fizikus, az elektromágnesség jelentős kutatója, az amper névadója (* 1775)
- 1868 – III. Mihály (Mihajlo Obrenović) szerb fejedelem (* 1823)
- 1878 – Fogarasi János magyar nyelvtudós (* 1801)
- 1914 – Lechner Ödön magyar műépítész (* 1845)
- 1918 – Arrigo Boito olasz librettista, zeneszerző, író és költő (* 1842)
- 1926 – Antoni Gaudí katalán építész (* 1852)
- 1944 – Wälder Gyula magyar építész, műegyetemi tanár, az MTA levelező tagja (* 1844)
- 1953 – Grzegorz Fitelberg lengyel karmester, zeneszerző, hegedűművész és zenepedagógus (* 1879)
- 1958 – Jay Abney (Jay Oliver Abney) amerikai autóversenyző (* 1931)
- 1967 – Spencer Tracy kétszeres Oscar-díjas amerikai színész (* 1900)
- 1976 – Adolf Zukor magyar származású producer, a Paramount Pictures filmvállalat alapítója, a hollywoodi filmgyártás egyik létrehozója (* 1873)
- 1978 – Berzsenyi Ralph olimpiai ezüstérmes sportlövő (* 1909)
- 1980 – Ángel Sanz Briz spanyol diplomata, a Világ Igaza (* 1910)
- 1982 – Rainer Werner Fassbinder német filmrendező (* 1945)
- 1991 – Vercors (sz. Jean Bruller) francia regényíró (* 1902)
- 2004 – Ray Charles (er. neve: Ray Charles Robinson) amerikai dzsessz-, blues- és popénekes (* 1930)
- 2012 – Gordon West angol labdarúgó (* 1943)
- 2023 – Ted Kaczynski (Unabomber) amerikai anarchista, terrorista (* 1942)

## Nemzeti ünnepek, emléknapok, világnapok
- Portugália napja (Dia de Portugal, de Camões e das Comunidades Portuguesas), Luís Vaz de Camões (1525–1580) nemzeti költő halálának napja
- A magyar ügyészség napja 1991 óta
- A szecesszió világnapja 2013 óta
- A kézművesség világnapja
- a magyar hadi tengerészek és a hősi halált halt magyar matrózok emléknapja 2016 óta[1]